# Scriptkiddie
Ein Scriptkiddie (von „script“ und „kid“, manchmal auch als Skiddie oder Scriddie abgekürzt) bezeichnet im Netzjargon Computernutzer, die trotz mangelnder Informatik-Kenntnisse versuchen, mit Hilfe vorgefertigter Computer-Programme (Skripte) in fremde Computer einzudringen und dabei Daten unbefugt zu verändern oder zu löschen. Die Bezeichnung „Scriptkiddie“ hat Anklänge von Infantilismus und ist meist abwertend, ein Antonym zu Hacker.

## Herleitung
Ein Skript ist eine Textdatei, die eine Folge von Befehlen enthält, die ein Computer selbständig ausführen kann. Wenn der Computer angewiesen wird, ein solches Skript abzuarbeiten, führt dies zum Aufruf verschiedener Programme gemäß einem Ablaufplan, der darin beschrieben ist.
Scriptkiddie ist also ein Sinnbild für eine Person, die lediglich mit Hilfe von vorgefertigten Skripten über ein Netzwerk in fremde Computer einbricht oder diesem durch absichtlich verbreitete Viren, Würmer oder Trojaner Schaden zufügt, ohne nachhaltige Kenntnisse aus dem Bereich der Computersicherheit zu haben. Dazu gehört das Klischee, dass es aus der Motivation heraus geschieht, anderen zu imponieren.

## Abgrenzung
Der CCC steht auf dem Standpunkt, dass ein Scriptkiddie von einem Hacker abzugrenzen sei: Ein Hacker besitzt tiefe Grundlagenkenntnis, ein Scriptkiddie nicht.